# Église Saint-Jean du Monastier-sur-Gazeille
L'église Saint-Jean est un édifice situé au  Monastier-sur-Gazeille, en France.

## Localisation
L'église est située sur le territoire de la commune du Monastier-sur-Gazeille, dans le département  de la Haute-Loire, en région Auvergne-Rhône-Alpes.

## Description
Église romane incendiée en 1362 et reconstruite au XVe siècle, la façade d'origine subsistant. La partie occidentale est restée romane, ou d'esprit roman, avec son clocher-mur. L'édifice se compose d'une travée romane en berceau brisé accompagnant la façade, et trois travées gothiques, la dernière accompagnée de deux chapelles latérales formant transept, elle-même formant chœur. À l'intérieur, voûtement gothique. L'église a survécu à la guerre de Cent Ans et aux guerres de Religion. Peu d'éléments de décor intérieur, hormis des chapiteaux figurés et à feuillages à la naissance des ogives de la chapelle sud et du croisillon nord. Cet édifice représente l'une des rares églises gothiques du Velay.

## Historique
L'église est classée au titre des monuments historiques par arrêté du 16 juin 1978.

## Galerie

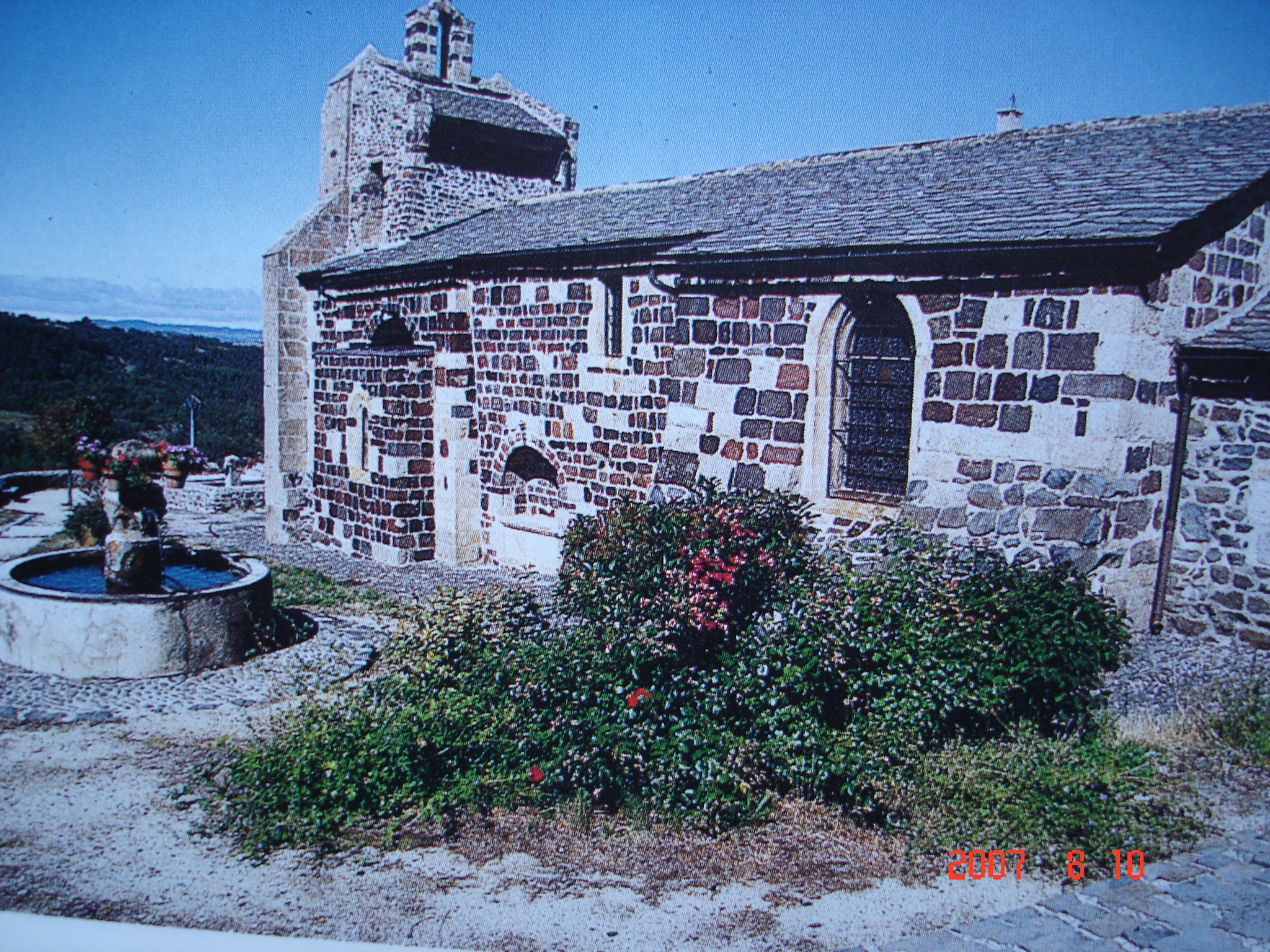
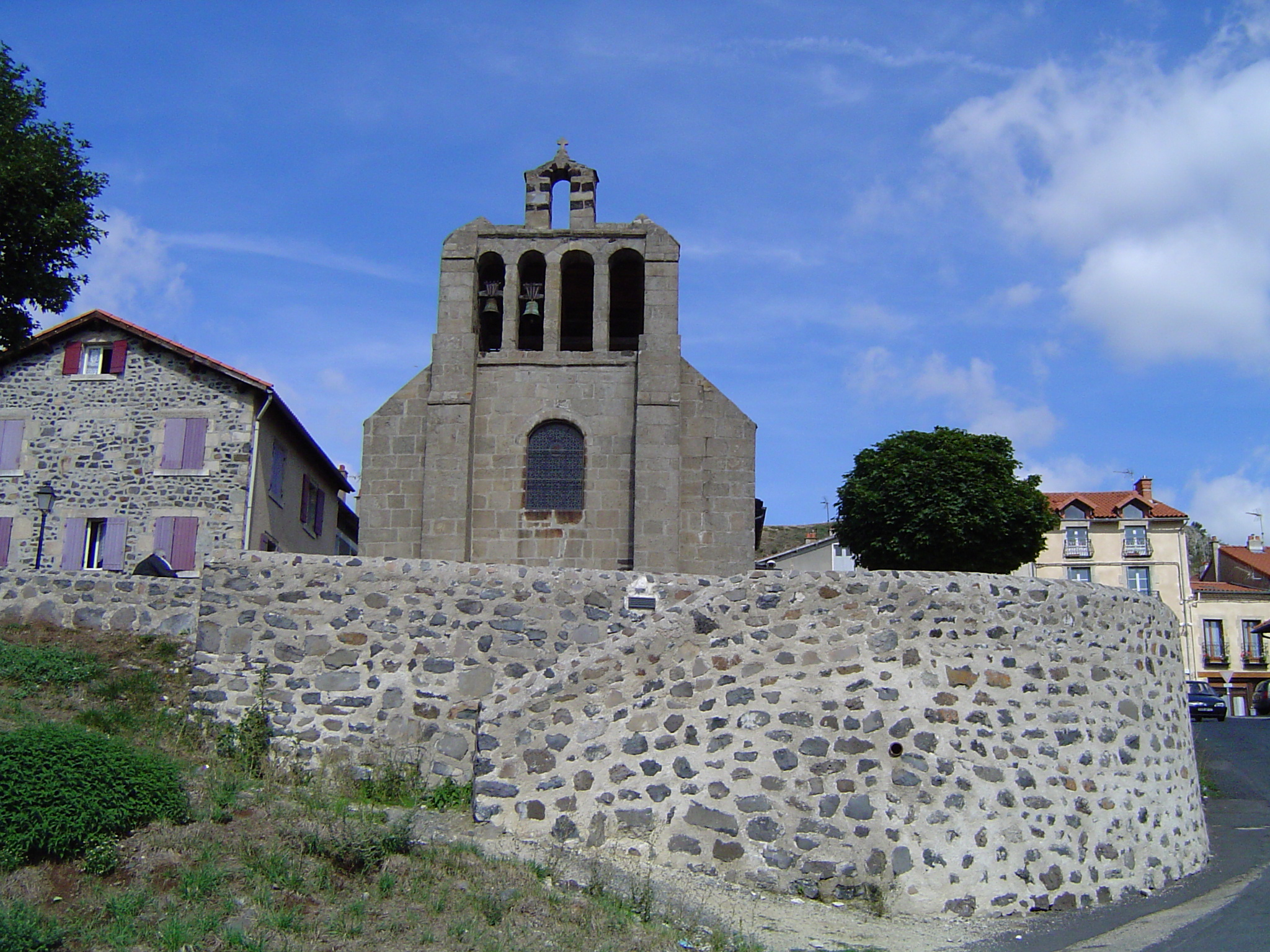
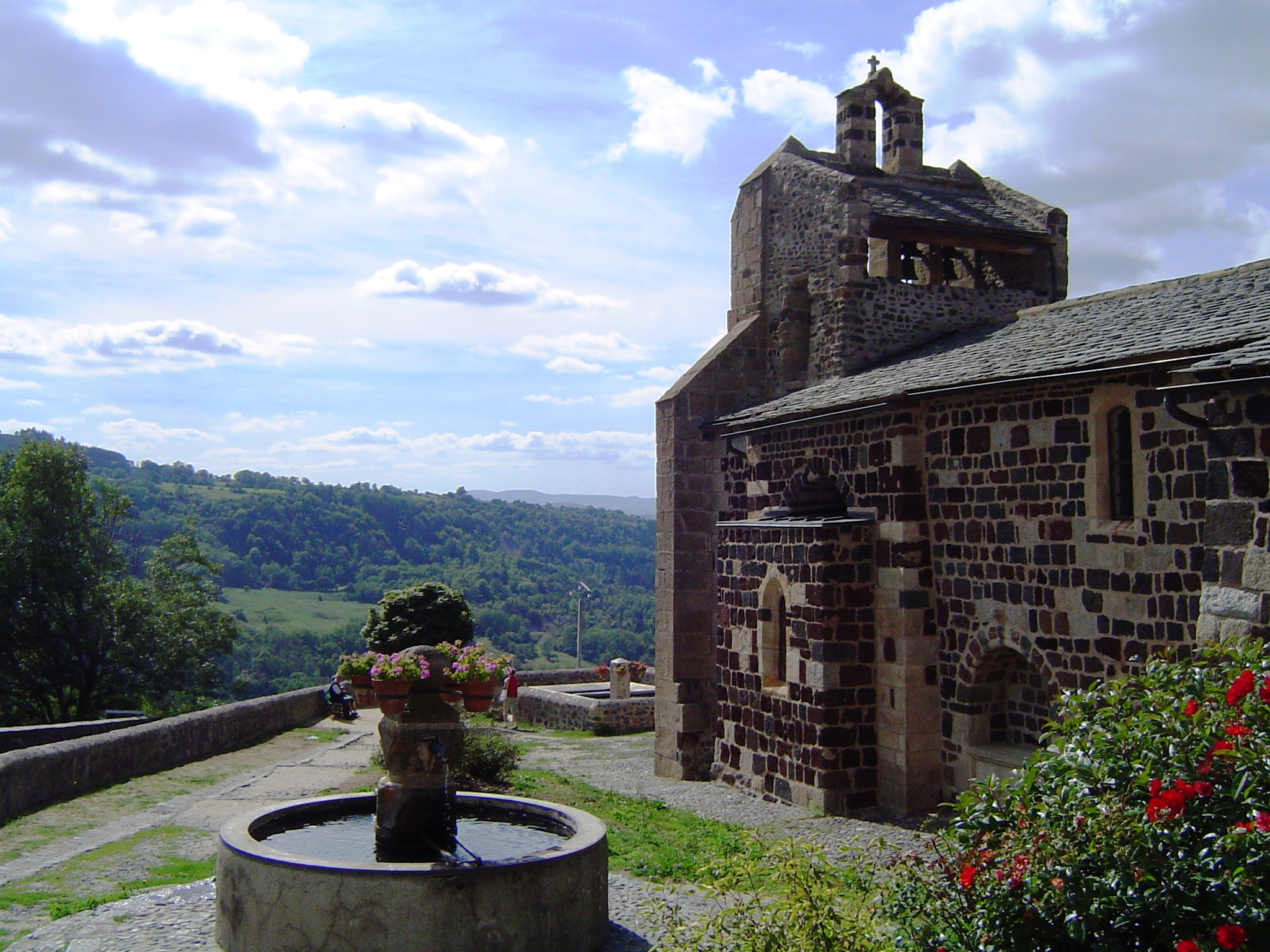
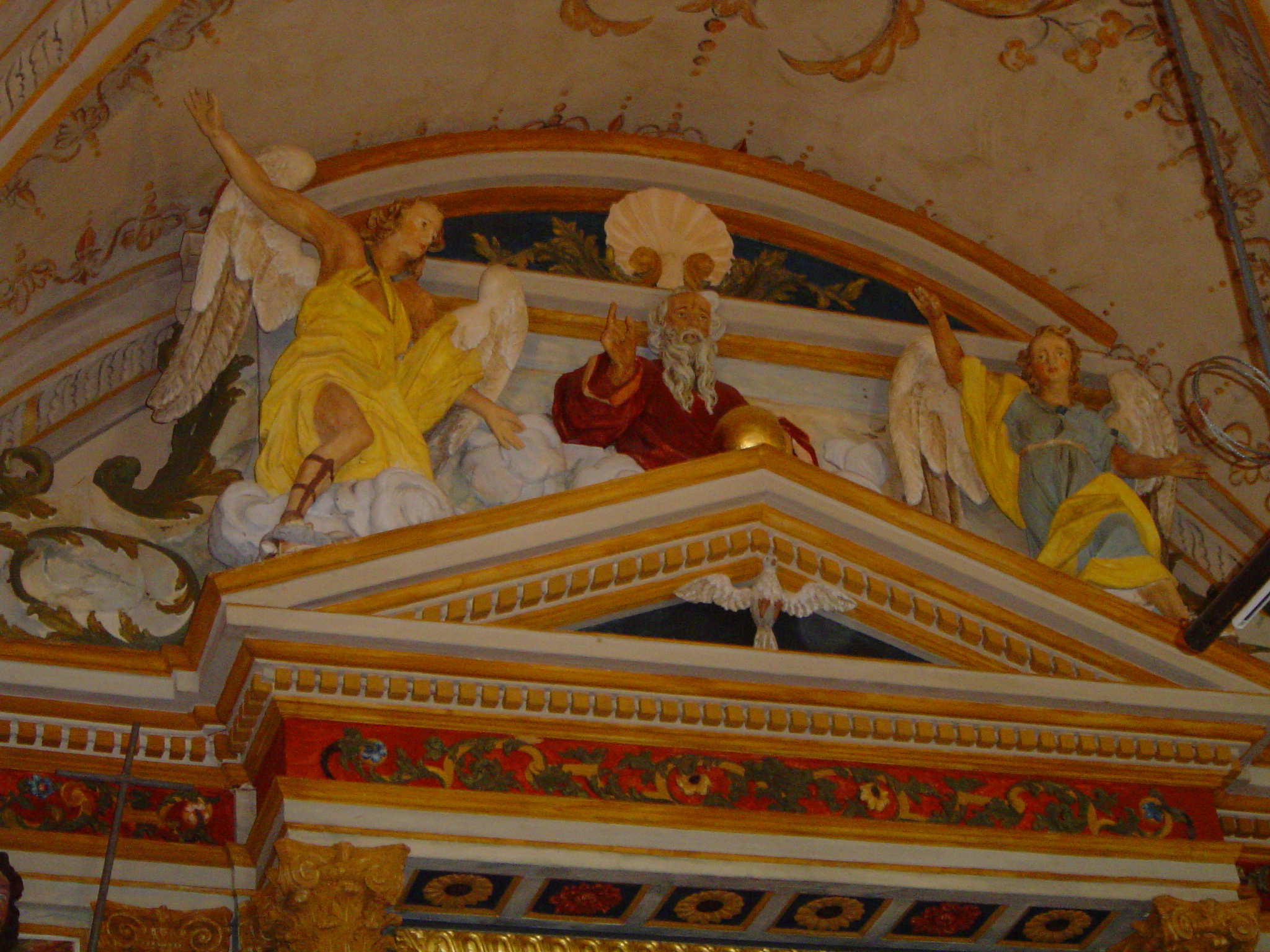